# Георгиј Жуков
Георгиј Константинович Жуков (рус. Гео́ргий Константи́нович Жу́ков; Стрелковка, Калушка губернија, 1. децембар 1896 — Москва, 18. јун 1974) је био совјетски војсковођа, маршал Совјетског Савеза и министар одбране Совјетског Савеза од 1955. до 1957. године.
Један од најуспешнијих команданата у Другом светском рату. Под његовом командом, Црвена армија је извојевала важне победе у биткама за Москву, Стаљинград, Лењинград, Белорусију и Берлин. Четвороструки је Херој Совјетског Савеза, Херој Народне Републике Монголије, носилац Ордена победе и многих других совјетских и страних одликовања.
После Другог светског рата, запао је у Стаљинову немилост, а након његове смрти подржао је Никиту Хрушчова у обрачуну са антипартијском групом (Молотов, Маљенков и Каганович). Године 1957. због неслагања с Никитом Хрушчовим искључен је Централног комитета КПСС-а и смењен са свих војних функција, а 1958. је пребачен у резерву и пензионисан. После Хрушчова, 1964. године, ново руководство вратило га је у милост, али не и на власт. Остао је популарна личност у Совјетском Савезу све до смрти.

## Биографија

### Предратна каријера
Рођен је у сеоској породици у Стрелковки, рејон Малојарославец, Калушка губернија (сада Жуково). Послат је у Москву да изучи занат, а 1915. бива регрутован у руску војску, где је служио у пуку као редов. Током Првог светског рата, Жуков је одликован Крстом Светог Ђорђа два пута и унапређен у чин подофицира за исказану храброст у бици. Приступа партији бољшевика после Октобарске револуције, и његово порекло из сиромашне породице тада му постаје предност. Када се опоравио од тифуса, борио се у грађанском рату (1918—1920).
Од 1923. Жуков је био командант пука, а 1930. бригаде. Ватрено се залагао за бржу реформу војске и увођење и веће коришћење оклопних јединица јер је сматрао да ће тенкови имати одлучујућу улогу у будућим ратовима. Био је познат по својој строгости, детаљном планирању и гвозденој дисциплини. Преживео је Стаљинове чистке врха Црвене армије (1937—1938/39).
Године 1938, Жукову је предата дужност над командом Прве совјетско-монголске армијске групе, како би спровео акцију против јапанских инвазионих снага на граници између Монголије и Манџуко коју су контролисали Јапанци у необјављеном рату који је трајао од 1938. до 1939. Оно што је почело као гранично пушкарање - јапански тест спремности Совјета да одбране своју територију - нагло је ескалирало у прави рат, који су Јапанци покренули, напредујући кроз Монголију са 80.000 војника, 180 тенкова и 450 борбених авиона.
То је довело до одлучујуће битке на Халкин Голу. Жуков је захтевао знатна појачања и 15. августа, 1939. издаје наређење за напад које је из прва изгледало као конвенционални фронтални напад. Међутим, Жуков је држао две тенковске бригаде у позадини, које је током успешног маневра, послао на оба крила фронта. Уз подршку моторизоване артиљерије и пешадије, две борбене групе су опколиле јапанску шесту армију и пресекли им везу са залихама. У току неколико наредних дана јапанске трупе бивају поражене.
За успех у овој операцији Жуков је награђен титулом Хероја Совјетског Савеза. Ван Совјетског Савеза, међутим, о овој бици се мало знало, и до тада је и Други светски рат почео. Жуковљево пионирско коришћење оклопних јединица је прошло незапажено од стране Запада, и последице немачког блицкрига на Француску у 1940. су дошле као велико изненађење.
Унапређен у чин генерала 1940, Жуков је накратко био шеф Генералштаба пре него што је због неких несугласица са Стаљином смењен у јулу маршалом Шапошњиковим (кога је опет наследио Александар Васиљевски у новембру).

### Други светски рат
После немачке инвазије на Совјетски Савез у јуну 1941, Жуков је послат у Лењинград да организује одбрану града. Зауставио је немачко напредовање ка јужној периферији града у јесен 1941.
У октобру 1941, када су се Немци приближили Москви, Жуков замењује генерала Коњева на дужности команданта и бива задужен да управља одбраном Москве (види Московска битка). Такође је руководио пребацивањем трупа са Далеког истока, где је велики део совјетских копнених снага био стациониран на дан Хитлерове инвазије. Успешна совјетска противофанзива 1941. натерала је Немце да се повуку, ван домашаја совјетске престонице. Жуковљеви подвизи у закључивању о даљим непријатељевим потезима се сматрају једним од његових највећих достигнућа.
У 1942. Жуков је постао заменик врховног команданта и послат на југозападни фронт да би командовао одбраном Стаљинграда. Под свеобухватном командом Васиљевског, надгледао је опкољавање и заробљавање немачке шесте армије године 1943. по цени од око милион мртвих (види Стаљинградска битка). Током стаљинградских операција Жуков је провео највећи део времена у безуспешним нападима на правцу Ржев-Вјазма, позната као "Ржевска кланица" ("Ржевская мясорубка"), без обзира на све прогласио је победу код Стаљинграда као своју, што је натерало Стаљина да потпише објаву о Жуковљевом непрописном понашању: "Супротно Жуковљевим тврдњама, он нема никакве везе са планом ликвидације групе немачких трупа код Стаљинграда; познато је да је план развијан и покренут у јесен 1942, док је Жуков био на другом фронту, далеко од Стаљинграда".
У јануару 1943. организовао је први пробој немачке блокаде Лењинграда. После неуспеха Маршала Ворошилова, преузео је акцију и успешно је прекинуо опсаду Лењинграда у јануару 1944.
Жуков је предводио совјетску офанзиву 1944. и коначни напад на Немачку у 1945. као и окупацију Берлина у априлу. Постао је први командант совјетске окупационе зоне у Немачкој. Као најчувенији совјетски војни командант у Великом отаџбинском рату, Жуков је вршио инспекцију Победничке параде на Црвеном тргу у Москви године 1945.

### Послератна каријера
Ратни вођа и херој нарочито популаран у војсци, Жуков је представљао најозбиљнију потенцијалну претњу Стаљиновој диктатури. Као резултат тога, године 1946. бива постављен на дужност одеског војног округа (који је далеко од Москве и без неког већег стратешког значаја). 
1948.преузима уралски војни округ. Али, пред Стаљинову смрт, Жуков бива враћен у Москву и постаје заменик министра одбране (1953), затим министар одбране (1955).
Године 1953. Жуков стаје на страну постстаљинистичког руководства комунистичке партије у извођењу хапшења (и касније смакнућа) Лаврентија Берије, шефа обавештајне службе (КГБ) када је овај покушао да дође на Стаљиново место.
Жуков, као совјетски министар одбране, је одговоран за интервенцију у Мађарској у октобру, 1956. Он је то од Хрушчова и захтевао.
Године 1957, Жуков је подржао Хрушчова у борби против конзервативних струја унутар партије, такозване "антипартијска група" коју је предводио Вјачеслав Молотов. Жуковљев говор на пленуму централног комитета је био веома значајан - директно оптужујући неостаљинисте за њихово саучесништво у Стаљиновим злочинима.
У јуну исте године постао је пуноправни члан Президијума Централног комитета комунистичке партије. Имао је, међутим, значајне политичке несугласице са Хрушчовим по питањима војне политике. Хрушчов је смањивао број конвенционалних снага и морнарице, и у исто време развијао стратешко нуклеарно наоружање као примарну силу која је требало да одврати непријатеље од сукоба са Совјетским Савезом, стога ослобађајући људство и ресурсе који су могли служити развоју цивилне економије.
Жуков је подржао интересе војске и успротивио се Хрушчовљевој политици. Хрушчов, да би демонстрирао доминацију партије над војском, сменио је Жукова са министарске дужности и протерао га из Централног комитета (октобра 1957). У својим мемоарима, Хрушчов тврди да је веровао да Жуков планира државни удар против њега и оптужује Жукова за ово као основу за истеривање на састанку Централног комитета.
После Хрушчовљеве смене у октобру 1964. ново руководство Леонида Брежњева и Алексеја Косигина враћа Жукова у милост, али не и на власт. Остао је популарна личност у Совјетском Савезу све до смрти 1974. Сахрањен је са свим војним почастима.
Астероид 2132 Жуков је назван по њему. Године 1995, у знак сећања на Жуковљев стоти рођендан, Руска Федерација је усвојила ред Жукова и орден Жукова.
Амбасадорски звездани брод УСС Жуков (НЦЦ-62136) се помиње у америчкој научно-фантастичној телевизијској серији Звездане Стазе: Следећа генерација.

## Одликовања
Жуков је носилац бројних одликовања. Између осталог, четири пута је био проглашен херојем Совјетског Савеза; поред њега, само је још Леонид Брежњев био четири пута херој. Жуков је један од три носиоца дупла Ордена Победе.
Између осталога одликован је Југословенским Орденом слободе и америчком Легијом за заслуге.

## Фото галерија
- Споменик у Улан Батору у Монголији
- Жуковљев музеј у граду Жукову
- Биста у Спомен-парку Чачалица у Пожаревцу